# Orebice berberská

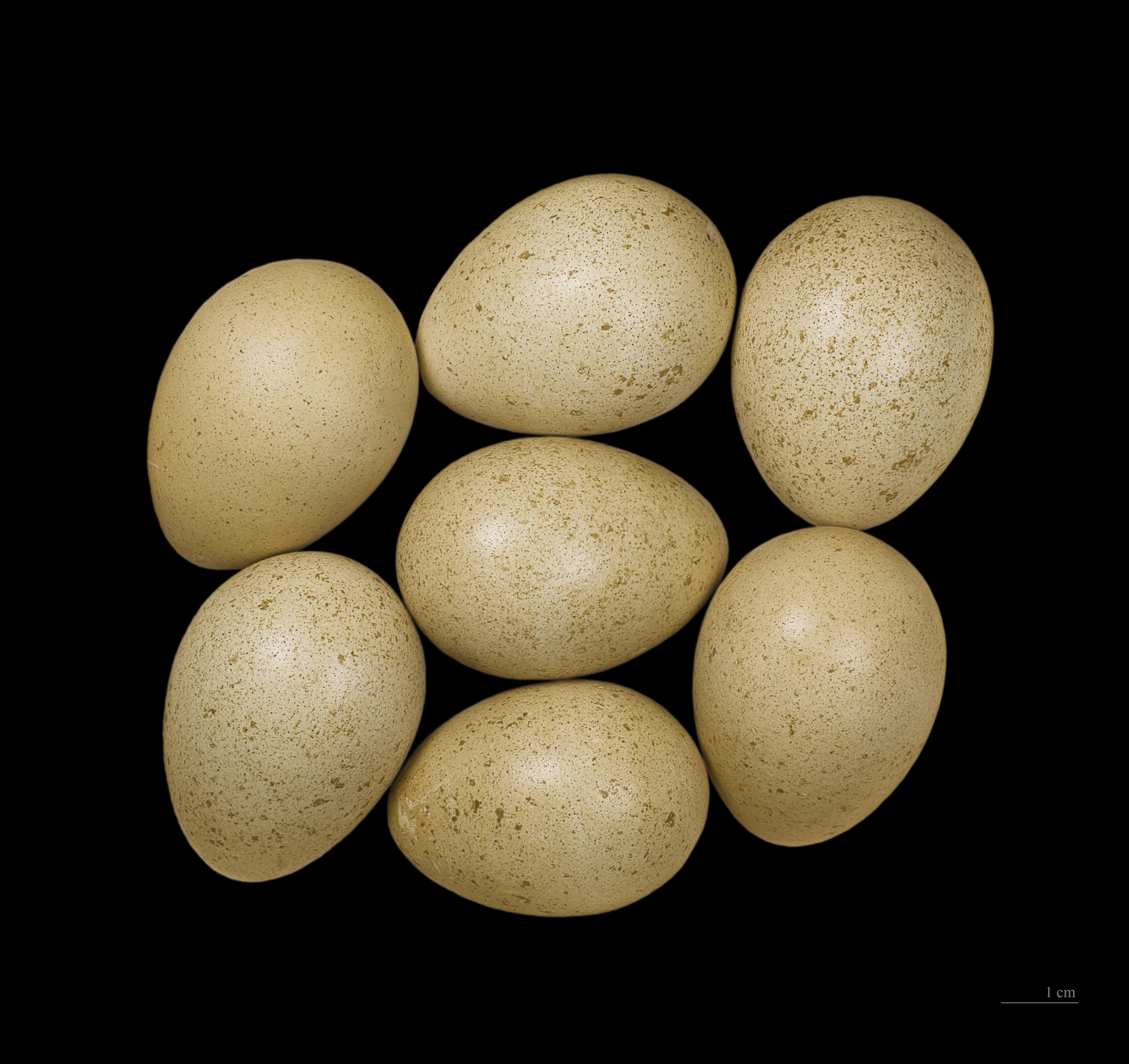
Alectoris barbara

Orebice berberská nazývaná též orebice pouštní nebo orebice skalní (Alectoris barbara, Alectoris petrosa, Caccabis petrosa) je pták z čeledi bažantovitých. Je to národní pták Gibraltaru.
Jeho přirozeným domovem je Severní Afrika, Gibraltar a Kanárské ostrovy (poddruh Alectoris barbara koenigi). Lidé jej kromě toho rozšířili do Portugalska a na Madeiru, ovšem tam o něm z poslední doby nejsou záznamy. Vyskytuje se také na Sardinii. Z evropských ptáků je jeho blízkým známým příbuzným orebice rudá.
Má délku 33–36 centimetrů a sídlí převážně v otevřené, suché a kopcovité krajině. Živí se především semeny a hmyzem.